# Bathytricha
Bathytricha is een geslacht van vlinders van de familie Uilen (Noctuidae), uit de onderfamilie Hadeninae.

## Soorten
- B. aethalion Turner, 1944
- B. monticola Turner, 1925
- B. phaeosticha Turner, 1931
- B. truncata Walker, 1856